# كأس العالم لكرة الماء فينا 1997
كأس العالم لكرة الماء (فينا) 1997 كان الموسم العاشر من كأس فينا، ونظمت من قبل الاتحاد الدولي للسباحة (FINA). وجرت المنافسات في أثينا، اليونان.
وتوج منتخب الولايات المتحدة بكأس البطولة. فيما حل منتخب اليونان في المركز الثاني، ومنتخب المجر في المركز الثالث.

## الترتيب النهائي
| الترتيب | الفريق           |
| ------- | ---------------- |
| الأول   | الولايات المتحدة |
| الثاني  | اليونان          |
| الثالث  | المجر            |
| 4.      | روسيا            |
| 5.      | إيطاليا          |
| 6.      | إسبانيا          |
| 7.      | يوغوسلافيا       |
| 8.      | كرواتيا          |

| كأس العالم لكرة الماء فينا 1997    |
| ---------------------------------- |
| · الولايات المتحدة · للمرة الثانية |